# Retención RE
La retención RE se refiere a la proteínas que son retenidas en el retículo endoplasmático (RE), tras el plegamiento de proteínas y que se conocen como proteínas residentes en el RE.
Su localización en el RE depende frecuentemente de la presencia de unas determinadas de secuencias de aminoácidos en los extremos N-terminal o C-terminal. La señal clásica de retención RE es la secuencia KDEL en el extremo C-terminal para proteínas del lumen, y KXXX para la localización transmembranal. Estas señales permiten la recuperación de proteínas desde el aparato de Golgi, manteniéndolas eficazmente en el RE. Se están estudiando otros mecanismos de retención RE, pero no están tan bien caracterizados como la retención por medio del péptido señal.

## Receptores de retención RE
- KDEL receptor
- KDELR1
- KDELR2
- KDELR3